# 914 Palisana
A 914 Palisana (ideiglenes jelöléssel 1919 FN) a Naprendszer kisbolygóövében található aszteroida. Max Wolf fedezte fel 1919. július 4-én, Heidelbergben. Nevét Johann Palisa osztrák csillagászról kapta.